# Paraguay aux Jeux olympiques d'hiver de 2014
Le Paraguay participe aux Jeux olympiques d'hiver de 2014 à Sotchi en Russie du 7 au 23 février 2014. Il s'agit de sa première participation à des Jeux d'hiver.

## Délégation
Le tableau suivant montre le nombre d'athlètes paraguayens dans chaque discipline :
| Sport           | Hommes | Femmes | Total |
| --------------- | ------ | ------ | ----- |
| Ski acrobatique | 0      | 1      | 1     |
| Total           | 0      | 1      | 1     |

## Résultats

### Ski acrobatique
Le Paraguay a obtenu les places suivantes :
- Compétitions féminines: 1 place

| Athlète      | Épreuve           | Qualification | Qualification | Qualification | Qualification  | Finale   | Finale   | Finale   | Finale |
| Athlète      | Épreuve           | Course 1      | Course 2      | Meilleur      | Rang           | Course 1 | Course 2 | Meilleur | Rang   |
| ------------ | ----------------- | ------------- | ------------- | ------------- | -------------- | -------- | -------- | -------- | ------ |
| Julia Marino | Slopestyle femmes | 36,40         | 25,60         | 36,40         | 17e (éliminée) | –        | –        | –        | –      |